# Smithsoniet
Het mineraal smithsoniet of zinkspaat is een zink-carbonaat met de chemische formule ZnCO3. Het is ook bekend onder de benamingen galmei en kalamijn. De Franstalige naam voor het plaatsje Kelmis La Calamine verwijst naar laatstgenoemde benaming.

## Eigenschappen
Smithsoniet kan wit, grijs, groen, roze of blauw zijn, met een witte streepkleur. Het heeft een dichtheid van 4,4 en een hardheid van 4,5 op de Hardheidsschaal van Mohs. De glans is glas- tot parelachtig en het materiaal is doorzichtig tot doorschijnend.

## Voorkomen
Het normaal voorkomend smithsoniet, supergenetisch ontstaan door oxidatie van zinkertsen, wordt geassocieerd met andere supergenetische loodmineralen. De belangrijkste vindplaatsen zijn Broken Hill in New South Wales (Australië), Tsumeb in Namibië en de Kelly-mijn te Magdalena in New Mexico (Verenigde Staten). Ook in Monte Poni op Sardinië zijn mooie aggregaten en stalactieten gevonden.
In België wordt smithsoniet aangetroffen in de omgeving van Kelmis en Moresnet, alwaar het vroeger op grote schaal werd ontgonnen, vooral voor de productie van messing. De aanwezigheid van zink in de ondergrond heeft hier gezorgd voor een bijzondere flora met onder andere het beschermde zinkviooltje. De geschiedenis van het zinkbedrijf komt aan bod in Museum Vieille Montagne in Kelmis, dat in de voormalige zinkertsgroeve is gevestigd. Ook bij de nabijgelegen Mijnzetel van Plombières zijn kleine hoeveelheden gewonnen.